# Liste der Kulturdenkmale in Münstertal/Schwarzwald

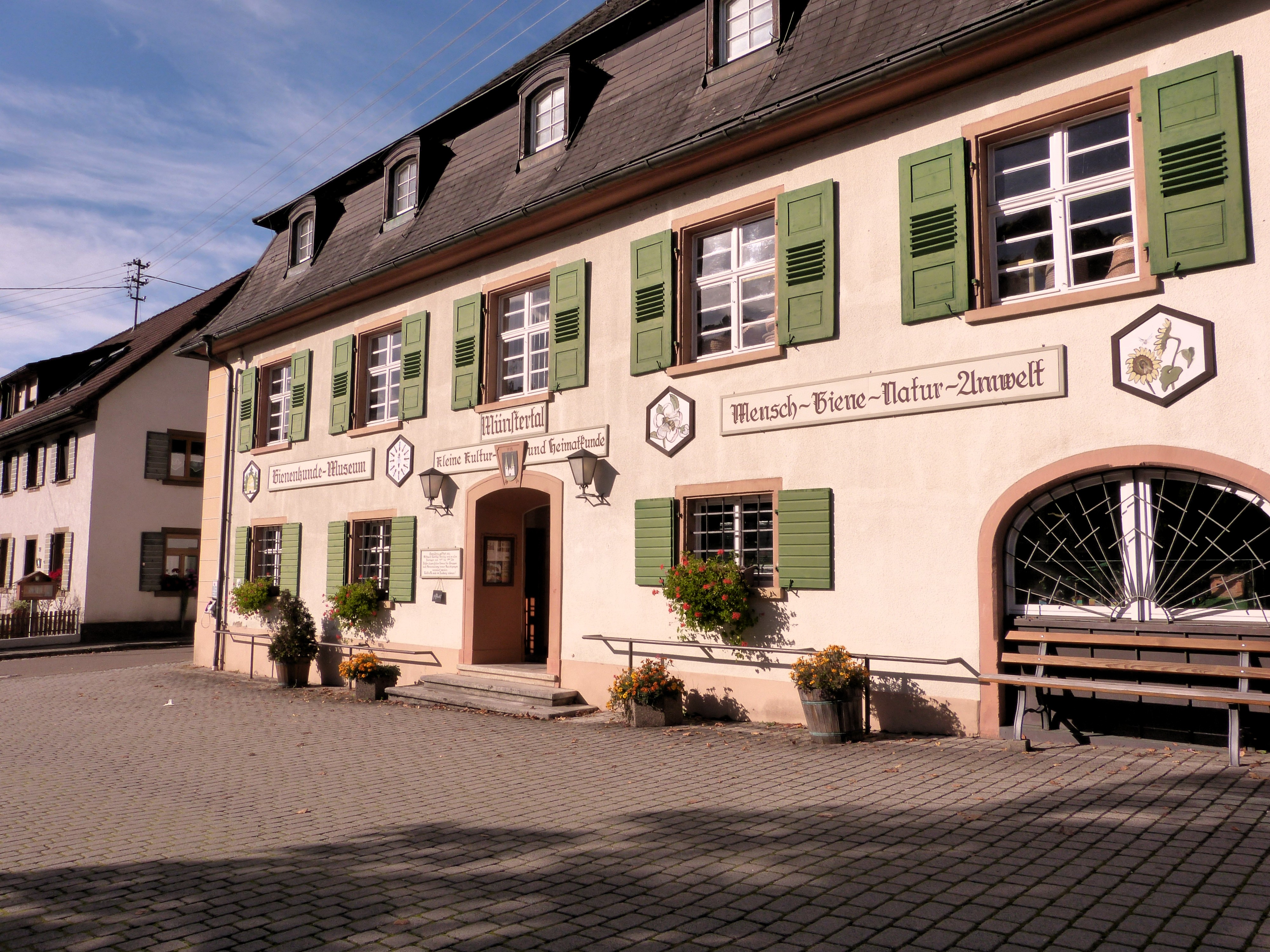
Bienenkundemuseum

In der Liste der Kulturdenkmale in Münstertal/Schwarzwald sind Bau- und Kunstdenkmale der Gemeinde Münstertal verzeichnet, die im „Verzeichnis der unbeweglichen Bau- und Kunstdenkmale und der zu prüfenden Objekte“ des Landesamts für Denkmalpflege Baden-Württemberg verzeichnet sind. Dieses Verzeichnis ist nicht öffentlich und kann nur bei „berechtigtem Interesse“ eingesehen werden. Die folgende Liste ist daher nicht vollständig.

## Allgemein
- Bild: Zeigt ein ausgewähltes Bild aus Commons, „Weitere Bilder“ verweist auf die Bilder im Medienarchiv Wikimedia Commons.
- Bezeichnung: Nennt den Namen, die Bezeichnung oder die Art des Kulturdenkmals.
- Lage: Straßenname und Hausnummer oder Flurstücknummer des Kulturdenkmals, gegebenenfalls auch den Ortsteil. Die Grundsortierung der Liste erfolgt nach dieser Adresse. Der Link (Karte) führt zu verschiedenen Kartendiensten mit der Position des Kulturdenkmals. Fehlt dieser Link, wurden die Koordinaten noch nicht eingetragen. Sind diese bekannt, können sie über ein Tool mit einer Kartenansicht einfach nachgetragen werden. In dieser Kartenansicht sind Kulturdenkmale ohne Koordinaten mit einem roten bzw. orangen Marker dargestellt und können durch Verschieben auf die richtige Position in der Karte mit Koordinaten versehen werden. Kulturdenkmale ohne Bild sind an einem blauen bzw. roten Marker erkennbar.
- Datierung: Baubeginn, Fertigstellung, Datum der Erstnennung oder grobe zeitliche Einordnung entsprechend des Eintrags in der zuständigen Denkmaldatenbank (Landesamt für Denkmalpflege Baden-Württemberg).
- Beschreibung: Kurzcharakteristik des Kulturdenkmals.

## Kulturdenkmale der Gemeinde Münstertal
| Bild           | Bezeichnung                           | Lage                                                                             | Datierung              | Beschreibung        | ID |
| -------------- | ------------------------------------- | -------------------------------------------------------------------------------- | ---------------------- | ------------------- | -- |
|                | Dekan-Strohmeyer-Gedächtniskapelle    | Münsterhalden 27 (Karte)                                                         | 1947                   | Kapelle             |    |
|                | Neuhofkapelle zur „Rosenkranzkönigin“ | Neuhof 7 (Karte)                                                                 | 1904–1905              | Kapelle             |    |
|                | St. Antonius                          | Rotenbuck 14 (Karte)                                                             | 1913                   | Kapelle             | BW |
|                | Rotenbuck-Schule                      | Rotenbuck 29 (Karte)                                                             | 1912–1913              | Schule              | BW |
|                | Alte Spielwegkapelle                  | Spielweg (Karte)                                                                 | 16.–20. Jh.            | Kapelle             | BW |
|                | ehem. Rathaus Spielweg                | Spielweg 55 (Karte)                                                              | 1784                   | Rathaus             | BW |
|                | Spielwegschule                        | Spielweg 59 (Karte)                                                              | 1911–1913              | Schule              | BW |
| Weitere Bilder | Kloster St. Trudpert                  | St. Trudpert 8, Mühlenmatten 4, 7, St. Trudpert 2, 4, 5, 6, 7, 9, 10, 11 (Karte) | 18. Jh.                | Kloster             |    |
|                | Gießhübel-Kapelle                     | Steinbrunnen 16 (Karte)                                                          | 1894                   | Kapelle             |    |
|                | Neue Spielwegkapelle zur Hl. Familie  | Untere Gasse 1 (Karte)                                                           | 1932                   | Kapelle             |    |
|                | Rathaus Untermünstertal               | Wasen 47 (Karte)                                                                 | 1924–1926              | Rathaus             |    |
|                | Transformatorenhaus                   | Wasen (bei Nr. 52) (Karte)                                                       | 1. Viertel des 20. Jh. | Transformatorenhaus | BW |